# Hōun-ji (Kami)
Pour les articles homonymes, voir Hōun-ji.

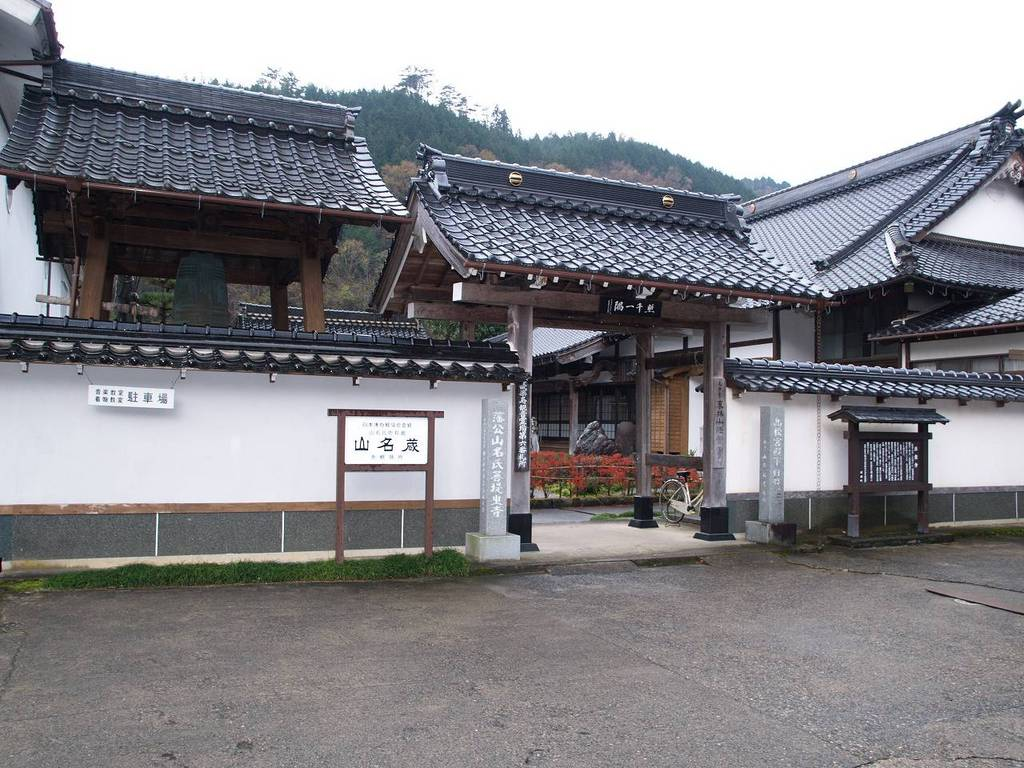
Entrée du Hōun-ji

Le Hōun-ji (法雲寺) est un temple bouddhiste Tendai consacré à Siddhartha Gautama et situé dans la préfecture de Hyōgo, (ancienne province de Harima).